# بيت الشملة (نجرة)

تعديل مصدري - تعديل

بيت الشملة هي إحدى قرى عزلة الكابة بمديرية نجرة التابعة لمحافظة حجة، بلغ تعداد سكانها 669 نسمة حسب تعداد اليمن لعام 2004.